# Gowinda
Gowinda (sanskryt: गोविन्द) – jedno z imion (tytułów) hinduskiego boga Kryszny (oraz Wisznu jako awatary).
Imię składa się z dwóch słów: go („krowa”, „kraj” lub „zmysły”) oraz winda („opiekun”). Imię Gowinda można tłumaczyć jako: „Opiekun krów” (kraju, zmysłów).
Wisznu Purana opisuje jak dewa Indra nadał Krysznie to imię (tytuł) po tym, jak Kryszna dokonał cudu podnosząc wzgórze Gowardana, aby ochronić przed deszczem wieśniaków i krowy.
Adi Śankara napisał około VIII w. modlitwę Bhadża Gowindam, która głosi: Tylko oddając cześć Gowindzie (Krysznie), można łatwo przekroczyć ocean narodzin i śmierci. czyli wyzwolić się z cyklu inkarnacji (samsara) i osiągnąć błogosławione życie w Waikunta, poza materialnym światem, gdzie mieszka Gowinda. Ta modlitwa podkreśla znaczenie wewnętrznego oddania Krysznie.

## Jako imię Kryszny
- Gowinda (lub Gowind) jako imię Kryszny, pojawiło się na liście Wisznu Sahasranama jako 187. i 539. imię Boga.
- Według komentarza Adiego Śankary do Wisznu Sahasranama[1], w tłumaczeniu swamiego Tapasjanandy, Gowinda ma trzy znaczenia:
  - Mędrcy nazywają Krysznę Gowindą, uznając w nim władcę wszystkich światów i dawcę mocy duchowej.
  - Według Śanti Parwa w Mahabharacie Wisznu uratował ląd, który zapadł się do świata podziemnego i z tego powodu wszyscy dewowie wychwalali go jako Gowindę – Opiekuna kraju.
  - „Gowinda” znaczy także: „Ten, który jest znany tylko ze słów Wed”.
- Według Hariwamsa Indra wychwala Krysznę jako ukochanego pasterza krów, mówiąc: Także ludzie powinni czcić Go jako Gowindę.